# Федерални избори в Канада (2019)
Федералните избори в Канада през 2019 г. се провеждат на 21 октомври. На тях се избират членове на Камарата на общините в 43-тия парламент на Канада. В съответствие с максималния четиригодишен мандат съгласно изменението на Закона за изборите на Канада от 2007 г., акта за провеждането на изборите са издадени от генерал-губернатора Жули Пайет на 11 септември 2019 г.
Либералната партия, водена от действащия министър-председател Джъстин Трюдо получава 33,12% от гласовете и се класират на второ място, но с най-много места в парламента, впоследствие образуват правителство на малцинството. Консервативната партия получава процент повече, но е с по-малко места в парламента.